# Mévoisins
Mévoisins ist eine französische Gemeinde mit 622 Einwohnern (Stand: 1. Januar 2022) im Département Eure-et-Loir in der Region Centre-Val de Loire. Sie gehört zum Arrondissement Chartres und zum Kanton Épernon. Die Einwohner werden Mévoisinois genannt.

## Geographie
Mévoisins liegt etwa 15 Kilometer nordöstlich von Chartres und etwa 22 Kilometer westsüdwestlich von Rambouillet an der Eure. Umgeben wird Mévoisins von den Nachbargemeinden Maintenon im Norden, Houx im Nordosten, Yermenonville im Osten sowie Saint-Piat im Süden und Westen.

## Bevölkerungsentwicklung
| Jahr                       | 1962 | 1968 | 1975 | 1982 | 1990 | 1999 | 2006 | 2018 |
| Einwohner                  | 291  | 268  | 320  | 460  | 533  | 634  | 648  | 618  |
| Quellen: Cassini und INSEE |      |      |      |      |      |      |      |      |

## Sehenswürdigkeiten
- Kirche Saint-Hilaire

## Persönlichkeiten
- Jean-François Collin d’Harleville (1755–1806), Dramatiker und Dichter